# 2022 no cinema
Este artigo é uma visão geral dos eventos ocorridos,  incluindo cerimônias de premiação e festivais, em 2022 no cinema.

## Maiores bilheterias de 2022
| Ranking | Título                                      | Distribuidora         | Receita mundial   |
| ------- | ------------------------------------------- | --------------------- | ----------------- |
| 1       | Avatar: The Way of Water                    | 20th Century / Disney | US$ 2,320,250,281 |
| 2       | Top Gun: Maverick                           | Paramount             | US$ 1,495,696,292 |
| 3       | Jurassic World Dominion                     | Universal             | US$ 1,003,700,664 |
| 4       | Doctor Strange in the Multiverse of Madness | Disney                | US$ 955,775,804   |
| 5       | Minions: The Rise of Gru                    | Universal             | US$ 939,628,210   |
| 6       | Black Panther: Wakanda Forever              | Disney                | US$ 859,208,836   |
| 7       | The Batman                                  | Warner Bros.          | US$ 770,962,583   |
| 8       | Thor: Love and Thunder                      | Disney                | US$ 760,928,081   |
| 9       | The Battle at Lake Changjin II              | Huaxia                | US$ 626,571,697   |
| 10      | Puss in Boots: The Last Wish                | Universal             | US$ 485,252,376   |

## Premiações
- Prêmios Globo de Ouro de 2022
- Oscar 2022
- BAFTA 2022
- Critics' Choice Awards de 2022

## Eventos
| Data              | Evento                                      | Host                                                         | Local                                                 | Ref.          |
| ----------------- | ------------------------------------------- | ------------------------------------------------------------ | ----------------------------------------------------- | ------------- |
| 9 de Janeiro      | 79ª Golden Globe Awards                     | Hollywood Foreign Press Association                          | Beverly Hills, California, Estados Unidos             | [ 3 ] [ 4 ]   |
| 29 de Janeiro     | 9ª Feroz Awards                             | Asociación de Informadores Cinematográficos de España        | Zaragoza, Espanha                                     | [ 5 ]         |
| 12 de Fevereiro   | 36ª Goya Awards                             | Academy of Cinematographic Arts and Sciences of Spain        | Valencia, Espanha                                     | [ 6 ]         |
| 12 de Fevereiro   | 11ª Magritte Awards                         | Académie André Delvaux                                       | Cidade de Bruxelas, Bélgica                           | [ 7 ]         |
| 25 de Fevereiro   | 47ª César Awards                            | Académie des Arts et Techniques du Cinéma                    | Paris, França                                         | [ 8 ]         |
| 27 de Fevereiro   | 28ª Screen Actors Guild Awards              | SAG-AFTRA                                                    | Los Angeles, California                               | [ 9 ]         |
| 6 de Março        | 37ª Independent Spirit Awards               | Independent Spirit Awards                                    | Santa Monica, California                              | [ 10 ]        |
| 6 de Março        | 14ª Gaudí Awards                            | Catalan Film Academy                                         | Barcelona, Espanha                                    | [ 11 ]        |
| 11 de Março       | American Film Institute Awards de 2022      | Beverly Wilshire Hotel                                       | Beverly Hills, California                             | [ 12 ]        |
| 12 de Março       | 74ºª Directors Guild of America Awards      | Directors Guild of America                                   |                                                       | [ 13 ]        |
| 12 de Março       | 49ª Annie Awards                            | ASIFA-Hollywood                                              | Los Angeles, California                               | [ 14 ] [ 15 ] |
| 12 de Março       | 27ª Critics' Choice Awards                  | Broadcast Film Critics Association                           | Los Angeles, California                               | [ 16 ]        |
| 13 de Março       | 75ª British Academy Film Awards             | British Academy of Film and Television Arts                  | Londres, Reino Unido,                                 | [ 17 ]        |
| 14 de Março       | 30ª Actors and Actresses Union Awards       | Actors and Actresses Union                                   | Madrid, Espanha                                       | [ 18 ]        |
| 15 de Março       | National Board of Review Awards de 2022     | National Board of Review                                     |                                                       | [ 19 ]        |
| 19 de Março       | 33ª Producers Guild of America Awards       | Producers Guild of America                                   |                                                       | [ 20 ]        |
| 20 de Março       | 74ª Writers Guild of America Awards         | Writers Guild of America, East Writers Guild of America West |                                                       | [ 21 ]        |
| 26 de Março       | 42ª Golden Raspberry Awards                 | Golden Raspberry Awards Foundation                           | Los Angeles, California                               | [ 22 ]        |
| 27 de Maçro       | 94ª Academy Awards                          | Academy of Motion Picture Arts and Sciences                  | Los Angeles, California                               | [ 23 ]        |
| 1 de Maio         | 9ª Platino Awards                           | EGEDA, FIPCA                                                 | Madrid, Espanha                                       | [ 24 ]        |
| 17 de Julho       | 40ª Hong Kong Film Awards                   | Hong Kong Film Awards Association Ltd.                       | Hong Kong                                             | [ 25 ] [ 26 ] |
| 10 de Agosto      | 21ª Grande Prêmio do Cinema Brasileiro      | Academia Brasileira de Cinema e Artes Audiovisuais           | Cidade das Artes, Rio de Janeiro, Brasil              | [ 27 ]        |
| 30 de Agosto      | 67ª Filmfare Awards                         | The Times Group                                              | Mumbai, Maharashtra, Índia                            | [ 28 ]        |
| 10-11 de Setembro | 10ª South Indian International Movie Awards | Vibri Media Group                                            | Bengaluru, Karnataka, Índia                           | [ 29 ]        |
| 29 de Setembro    | 8ª APAN Star Awards                         | Korea Entertainment Management Association                   | Ilsanseo-gu, Goyang, Gyeonggi Province, Coreia do Sul | [ 30 ]        |
| 30 de Setembro    | Chunsa Film Art Awards 2022                 | Korean Film Directors Association                            | Sowol Art Hall, Seoul, Coreia do Sul                  | [ 31 ]        |
| 6 de Outubro      | 31ª Buil Film Awards                        | Busan Ilbo                                                   | Busan, Coreia do Sul                                  | [ 32 ]        |
| 25 de Outubro     | 47ª Saturn Awards                           | Academy of Science Fiction, Fantasy and Horror Films         | Los Angeles, California                               | [ 33 ]        |
| 17 de Dezembro    | 28ª Forqué Awards                           | EGEDA                                                        | Madrid, Espanha                                       | [ 34 ]        |

### Festivais de Cinema
Lista de festivais de cinema de 2022 que foram credenciados pelo International Federation of Film Producers Associations (FIAPF).
| Data                           | Evento                                                  | Anfitrião                                           | Locais                          | Ref.   |
| ------------------------------ | ------------------------------------------------------- | --------------------------------------------------- | ------------------------------- | ------ |
| 20 - 30 de Janeiro             | Sundance Film Festival de 2022                          | Sundance Film Festival                              | Park City, Utah, Estados Unidos | [ 35 ] |
| 26 de Janeiro - 6 de Fevereiro | 51ª International Film Festival Rotterdam               | International Film Festival Rotterdam               | Rotterdam, Países Baixos        | [ 36 ] |
| 10 - 20 de Fevereiro           | 72ª Berlin International Film Festival                  | Berlin International Film Festival                  | Berlin, Alemanha                | [ 37 ] |
| 26 de Abril - 1 de Maio        | 24ª Kristiansand International Children's Film Festival | Kristiansand International Children's Film Festival | Kristiansand, Noruega           | [ 38 ] |
| 17 - 28 de Maio                | Cannes Film Festival de 2022                            | Cannes Film Festival                                | Cannes, França                  | [ 39 ] |
| 7 - 17 de Julho                | 26ª Bucheon International Fantastic Film Festival       | Bucheon International Fantastic Film Festival       | Bucheon, Coreia do Sul          | [ 40 ] |
| 3 - 13 de Agosto               | 75ª Locarno Film Festival                               | Locarno Film Festival                               | Locarno, Suíça                  | [ 41 ] |
| 31 de Agosto - 10 de Setembro  | 79ª Venice International Film Festival                  | Venice International Film Festival                  | Veneza, Itália                  | [ 42 ] |
| 8 – 18 de Setembro             | Toronto International Film Festival de 2022             | Toronto International Film Festival                 | Toronto, Ontario, Canadá        | [ 43 ] |
| 16 – 24 de Setembro            | 70ª San Sebastián International Film Festival           | San Sebastián International Film Festival           | San Sebastián, Espanha          | [ 44 ] |
| 5 – 14 de Outubro              | 27ª Busan International Film Festival                   | Busan International Film Festival                   | Busan, Coreia do Sul            | [ 45 ] |
| 20–28 de Novembro              | 53ª International Film Festival of India                | Directorate of Film Festivals                       | Goa, Índia                      | [ 46 ] |

### Outros Festivais
| Data                          | Evento                             | Anfitrião                                | Locais                         | Ref.   |
| ----------------------------- | ---------------------------------- | ---------------------------------------- | ------------------------------ | ------ |
| 23 de Março - 3 de Abril      | 19ª CPH:DOX                        | Festival de Documentário de Copenhague   | Copenhaga, Dinamarca           | [ 47 ] |
| 7 - 17 de Abril               | 54ª Visions du Réel                | Visions du Réel                          | Nyon, Suíça                    | [ 48 ] |
| 27 de Abril - 1 de Maio       | 25ª Mostra de Cinema de Tiradentes | Mostra de Cinema de Tiradentes           | Tiradentes, Brasil             | [ 49 ] |
| 12 - 18 de Junho              | 62ª Festival de Annecy             | Festival de Cinema de Animação de Annecy | Annecy, França                 | [ 50 ] |
| 26 de Junho - 3 de Julho      | 39ª Festival de Munique            | Festival de Cinema de Munique            | Munique, Alemanha              | [ 51 ] |
| 22 - 26 de Julho              | 17ª AnimaMundi                     | Anima Mundi                              | São Paulo, Brasil              | [ 52 ] |
| 4 - 21 de Agosto              | 70ª Festival de Melbourne          | Festival de Cinema de Melbourne          | Melbourne, Austrália           | [ 53 ] |
| 12 - 19 de Agosto             | 28ª Festival de Sarajevo           | Festival de Cinema de Sarajevo           | Sarajevo, Bósnia e Herzegovina | [ 54 ] |
| 12 - 20 de Agosto             | 50ª Festival de Gramado            | Festival de Gramado                      | Gramado, Brasil                | [ 55 ] |
| 6 - 16 de Outubro             | 24ª Festival do Rio                | Festival do Rio                          | Rio de Janeiro, Brasil         | [ 56 ] |
| 20 de Outubro - 2 de Novembro | 46ª Mostra de Cinema em São Paulo  | Mostra de Cinema de São Paulo            | São Paulo, Brasil              | [ 57 ] |
| 24 de Outubro - 2 de Novembro | 35ª Festival de Tokyo              | Festival de Cinema de Tóquio             | Tóquio, Japão                  | [ 58 ] |
| 12 - 19 de Novembro           | 29ª Camerimage                     | Camerimage                               | Toruń, Polónia                 | [ 47 ] |
| 14 - 20 de Novembro           | 55ª Festival de Brasília           | Festival de Brasília                     | Brasília, Brasil               | [ 59 ] |